# 이정근 (소설가)
이정근(李廷根, 1948년 5월 11일~ )은 대한민국의 작가이다.

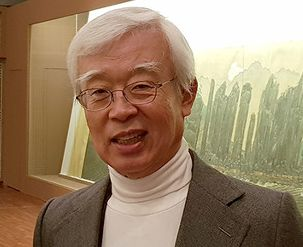
이정근

## 작품
- 이방원전(전2권) 도서출판 ‘가람기획’ 2008.5.5. ISBN 9788984352827
- 소현세자(전3권) ‘책으로 보는 세상’ 2009.2.25. ISBN 9788996152033
- 이건 몰랐지, 조선 역사 '도서출판 책보세 ’2009.7.27.ISBN 9788993854039
- 신들의정원, 조선 왕릉 ‘책으로 보는 세상’ 2010.3.19. ISBN 9788993854169
- 수양대군, 길에서 길을 묻다 ‘청년정신’ 2012.7.23. ISBN 9788958611332
- 아하 그렇군, 뜻밖의 조선역사 ‘책보세’ 2013.3.11. ISBN 9788993854589
- 조선 건국지 ‘책으로 보는 세상’2014.4.7. ISBN 9788993854749
- 간신의 민낯 '청년정신' 2017.4.19. ISBN 9788958611653
- 진령군 '북랩' 2022.12.23. ISBN 979-11-6836-622-0
- 하루 '도서출판 당나귀' 2023.11.07. ISBN 140-00-006-3260-4
- 압록강 '도서출판 부크크' 2023.12.15. ISBN 979-11-410-5984-2
- 병자호란 '도서출판 좋은땅' 2024.10.25. ISBN 979-11-388-3614-2
- 계엄령 (주)하움출판사 2025.7.21. ISBN 979-11-7374-107-4(03810)

## 수상경력
- 오마이뉴스 특별상
- 남명문학상